# Lophopoeum meridianum
Lophopoeum meridianum là một loài bọ cánh cứng trong họ Cerambycidae.